# 佐々山拓也

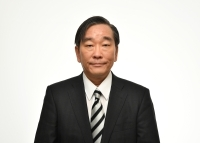
外務省より公表された公式肖像画像

佐々山 拓也（ささやま たくや）は、日本の外交官。在大韓民国日本国大使館公使、在アメリカ合衆国日本国大使館公使、在カナダ日本国大使館公使、トロント総領事を経て、2024年2月から駐ウガンダ大使。

## 経歴・人物
愛光高等学校を経て、1988年東京大学教養学部教養学科卒業、外務省入省。英語研修(イギリス留学)、1991年6月在エジプト日本国大使館二等書記官、1995年外務省経済局海洋課課長補佐。1997年外務省総合外交政策局国際社会協力部国連行政課課長補佐。1998年外務省国際情報局国際情報課首席事務官。2001年外務省経済局開発途上地域課首席事務官。2003年在メキシコ日本国大使館参事官。2005年在マレーシア日本国大使館参事官。2008年外務省中東アフリカ局アフリカ第二課地域調整官（アフリカ審議官補佐）。2009年経済局経済連携課企画官（アジア太平洋経済協力室長）。2011年外務省アジア大洋州局南部アジア部南東アジア第一課長。2014年には在大韓民国日本国大使館公使として、防衛白書に竹島を日本領として記載したことに抗議する大韓民国外交部に呼び出され抗議を受けた。2016年在アメリカ合衆国日本国大使館公使。2018年在カナダ日本国大使館公使。2020年トロント総領事、2024年ウガンダ国駐箚 特命全権大使。

## 同期
- 青木豊（23年アルメニア大使）
- 赤松武（22年国際民間航空機関代表部大使）
- 岩﨑一郎（09年一橋大学経済研究所教授）
- 一方井克哉（22年ニジェール兼轄、 21年コートジボワール大使（トーゴ兼轄））
- 内川昭彦（23年モントリオール総領事）
- 宇山秀樹（22年デンマーク大使・20年欧州局長）
- 岡田健一（21年香港総領事）
- 小野啓一（24年インド兼ブータン大使、22年外務審議官（経済担当）・22年外務省経済局長・20年地球規模課題審議官）
- 小野日子（24年ハンガリー大使・22年外務報道官・21年外務省経済局長・内閣広報官）
- 海部篤（23年ウィーン代表部大使・21年軍縮不拡散・科学部長・20年儀典長）
- 小泉勉（24年ラオス大使、22年中華人民共和国大使館特命全権公使、20年外務省研修所長）
- 小林賢一（24年・特命全権大使（国際貿易・経済担当）・21年ラオス大使）
- 鈴木光太郎（22年ボストン総領事・20年イラク大使）
- 髙杉優弘（21年コロンビア大使）
- 達増拓也（07年岩手県知事）
- 堤尚広（24年特命全権大使（人権担当兼国際平和貢献担当）・20年南スーダン大使）
- 林禎二（21年ブラジル大使・20年中南米局長）
- 平野隆一（24年人事院事務総局審議官・21年在ロシア大使館 特命全権公使・20年内閣官房国際テロ情報集約室次長・16年ユジノサハリンスク総領事）
- 船越健裕（25年外務事務次官・23年外務審議官（政務担当）・20年アジア大洋州局長）
- 松本太（22年イラク大使・19年ニューヨーク領事）
- 柳淳（23年シカゴ総領事・21年内閣審議官兼内閣情報調査室次長兼国際テロ情報集約室次長、18年在オーストリア大使館 公使）